# 12708 Van Straten
12708 Van Straten è un asteroide della fascia principale. Scoperto nel 1990, presenta un'orbita caratterizzata da un semiasse maggiore pari a 2,7310714 UA e da un'eccentricità di 0,1283985, inclinata di 10,12682° rispetto all'eclittica.